# Regimiento de Infantería 35 (Bolivia)
El Regimiento de Infantería 35 «Bruno Racua» es una unidad perteneciente al Ejército de Bolivia. Fue creado el 8 de julio de 2009 en la localidad de Puerto Rico, capital de la provincia de Manuripi.
El regimiento lleva el nombre del indígena Bruno Racua, el cual es considerado un héroe a nivel nacional, por haber salvado en 1902 la ciudad de Cobija de la ocupación de tropas brasileñas, con su flecha incendiaria durante la Batalla de Bahía en la Guerra del Acre.
Cuando la unidad militar se creó, inicialmente formó parte de la Sexta División del Ejército, y después pasó a la Primera División. El objetivo de la creación del regimiento, fue para sentar soberanía nacional como manda la constitución política del estado. El objetivo del regimiento es resguardar la frontera con Brasil en el departamento de Pando. 
El 11 de octubre de 2013, el presidente Evo Morales inauguró nuevas infraestructuras para los soldados de dicho cuartel con un costo de 6,2 millones de bolivianos (900 mil dólares), además de tres bloques de dormitorios recubiertos con pisos de cerámica, debido a las altas temperaturas que se registran en la zona, dotado de amplios espacios de duchas, servicio sanitario, agua potable y depósitos para el fusilaje.
El regimiento cuenta con un comedor con capacidad para albergar a 360 soldados, una cocina, panadería y depósito de víveres. Además dispone de una Sanidad Operativa con 10 camas y consultorios.